# Marc van Hintum
Marinus "Marc" Gerardus Adrianus van Hintum (ur. 22 czerwca 1967 w Oss) – piłkarz holenderski grający na pozycji lewego obrońcy. W swojej karierze rozegrał 8 meczów w reprezentacji Holandii.

## Kariera klubowa
Karierę piłkarską van Hintum rozpoczynał w juniorach takich klubów jak: RKSV Cito, SV Ruwaard, TOP Oss i RKSV Margriet. Następnie został zawodnikiem Helmond Sport i w 1987 roku awansował do jego pierwszego zespołu. W sezonie 1987/1988 grał z Helmond Sport w drugiej lidze holenderskiej. W 1988 roku przeszedł do pierwszoligowego RKC Waalwijk. 21 sierpnia 1988 zadebiutował w Eredivisie w wygranym 4:2 domowym meczu z FC Volendam. W zespole RKC występował do końca sezonu 1991/1992.
Latem 1992 roku van Hintum został piłkarzem klubu Willem II Tilburg. Swój debiut w nim zanotował 15 sierpnia 1992 w zremisowanym 1:1 wyjazdowym meczu z FC Groningen. Zawodnikiem Willem II był do zakończenia sezonu 1996/1997.
W 1997 roku van Hintum podpisał kontrakt z SBV Vitesse. Zadebiutował w nim 19 sierpnia 1997 w przegranym 0:5 wyjazdowym meczu z Ajaksem Amsterdam. W Vitesse występował w podstawowym składzie i jego piłkarzem był do końca 2001 roku.
Na początku 2002 roku van Hintum został zawodnikiem niemieckiego drugoligowca, Hannoveru 96. Swój debiut w nim zaliczył 3 lutego 2002 w meczu z SpVgg Unterhaching (1:0). Wiosną 2002 awansował z Hannoverem do pierwszej ligi. W Hannoverze spędził jeszcze sezon 2002/2003.
W 2003 roku van Hintum wrócił do Holandii. W latach 2003–2005 występował w RKC Waalwijk, w którym zakończył karierę.
| Sezon   | Klub              | Kraj     | Rozgrywki      | Mecze | Bramki |
| ------- | ----------------- | -------- | -------------- | ----- | ------ |
| 1987/88 | Helmond Sport     | Holandia | Eerste divisie | 30    | 1      |
| 1988/89 | RKC Waalwijk      | Holandia | Eredivisie     | 21    | 1      |
| 1989/90 | RKC Waalwijk      | Holandia | Eredivisie     | 32    | 4      |
| 1990/91 | RKC Waalwijk      | Holandia | Eredivisie     | 23    | 3      |
| 1991/92 | RKC Waalwijk      | Holandia | Eredivisie     | 32    | 2      |
| 1992/93 | Willem II Tilburg | Holandia | Eredivisie     | 27    | 2      |
| 1993/94 | Willem II Tilburg | Holandia | Eredivisie     | 26    | 6      |
| 1994/95 | Willem II Tilburg | Holandia | Eredivisie     | 9     | 3      |
| 1995/96 | Willem II Tilburg | Holandia | Eredivisie     | 4     | 1      |
| 1996/97 | Willem II Tilburg | Holandia | Eredivisie     | 30    | 7      |
| 1997/98 | SBV Vitesse       | Holandia | Eredivisie     | 28    | 0      |
| 1998/99 | SBV Vitesse       | Holandia | Eredivisie     | 29    | 2      |
| 1999/00 | SBV Vitesse       | Holandia | Eredivisie     | 31    | 1      |
| 2000/01 | SBV Vitesse       | Holandia | Eredivisie     | 27    | 0      |
| 2001/02 | SBV Vitesse       | Holandia | Eredivisie     | 11    | 0      |
| 2001/02 | Hannover 96       | Niemcy   | 2. Bundesliga  | 7     | 0      |
| 2002/03 | Hannover 96       | Niemcy   | Bundesliga     | 10    | 0      |
| 2003/04 | RKC Waalwijk      | Holandia | Eredivisie     | 21    | 0      |
| 2004/05 | RKC Waalwijk      | Holandia | Eredivisie     | 25    | 0      |

## Kariera reprezentacyjna
W reprezentacji Holandii van Hintum zadebiutował 18 listopada 1998 w zremisowanym 1:1 towarzyskim meczu z Niemcami, rozegranym w Gelsenkirchen. W kadrze narodowej grał jedynie w meczach towarzyskich. Od 1998 do 2001 roku rozegrał w niej 8 meczów.
| Mecze i gole w reprezentacji | Mecze i gole w reprezentacji | Mecze i gole w reprezentacji | Mecze i gole w reprezentacji | Mecze i gole w reprezentacji | Mecze i gole w reprezentacji | Mecze i gole w reprezentacji |
| #                            | Data                         | Stadion                      | Rywal                        | Wynik                        | Gol                          | Rozgrywki                    |
| 1998                         | 1998                         | 1998                         | 1998                         | 1998                         | 1998                         | 1998                         |
| ---------------------------- | ---------------------------- | ---------------------------- | ---------------------------- | ---------------------------- | ---------------------------- | ---------------------------- |
| 1.                           | 18.11.1998                   | Gelsenkirchen, Niemcy        | Niemcy                       | 1:1                          | 0                            | towarzyski                   |
| 1999                         |                              |                              |                              |                              |                              |                              |
| 2.                           | 10.02.1999                   | Paryż, Francja               | Portugalia                   | 0:0                          | 0                            | towarzyski                   |
| 3.                           | 31.03.1999                   | Amsterdam, Holandia          | Argentyna                    | 1:1                          | 0                            | towarzyski                   |
| 4.                           | 28.04.1999                   | Arnhem, Holandia             | Maroko                       | 1:2                          | 0                            | towarzyski                   |
| 5.                           | 08.06.1999                   | Goiânia, Brazylia            | Brazylia                     | 1:3                          | 0                            | towarzyski                   |
| 6.                           | 09.10.1999                   | Amsterdam, Holandia          | Brazylia                     | 2:2                          | 0                            | towarzyski                   |
| 7.                           | 13.11.1999                   | Eindhoven, Holandia          | Czechy                       | 1:1                          | 0                            | towarzyski                   |
| 2001                         |                              |                              |                              |                              |                              |                              |
| 8.                           | 28.02.2001                   | Amsterdam, Holandia          | Turcja                       | 0:0                          | 0                            | towarzyski                   |